# Panserformlen
Panserformlen er en matematisk formel der bruges når man skal finde en fuldstændig løsning ud fra en lineær differentialligning af første orden.
Formlen giver løsningen til differentialligningen
{\displaystyle y'+h(x)y=g(x)}
for to kontinuerte funktioner, {\displaystyle h} og {\displaystyle g}, under betingelsen {\displaystyle y(x_{0})=k}. Formlen er givet ved:
{\displaystyle y(x)=e^{-H(x)}\left(\displaystyle \int e^{H(x)}g(x)\,dx+c\right)},
hvor {\displaystyle H(x)=\int h(x)dx} er en stamfunktion til {\displaystyle h(x)}.

## Bevis
Panserformlen kan bevises ved at antage, at en stamfunktion {\displaystyle H(x)} til {\displaystyle h(x)} eksisterer. På begge sider af differentialligningen multiplicerer man først med {\displaystyle e} opløftet i {\displaystyle H(x)} sådan:
{\displaystyle e^{H(x)}y'+e^{H(x)}h(x)y=e^{H(x)}g(x)}
{\displaystyle \Leftrightarrow } Da der gælder at:
{\displaystyle {\frac {d}{dx}}\left(e^{H(x)}\right)=e^{H(x)}{\frac {d}{dx}}\left(H(x)\right)=e^{H(x)}h(x)}
kan man skrive differentialligningen sådan:
{\displaystyle e^{H(x)}y'+{\frac {d}{dx}}\left(e^{H(x)}\right)y=e^{H(x)}g(x)}
{\displaystyle \Leftrightarrow } Vha. produktreglen for differentiation kan man føje de to led med {\displaystyle y} sammen sådan:
{\displaystyle {\frac {d}{dx}}\left(e^{H(x)}y\right)=e^{H(x)}g(x)}
{\displaystyle \Leftrightarrow } Man integrerer mht. {\displaystyle x} på begge sider, hvilket ophæver differentiationen på venstresiden:
{\displaystyle e^{H(x)}y-c=\int e^{H(x)}g(x)dx}
hvor {\displaystyle c} er en integrationskonstant, som tilhører de reelle tal.
{\displaystyle \Leftrightarrow } Konstanten flytter man over på højresiden, og man dividerer med {\displaystyle e^{H(x)}} sådan:
{\displaystyle y=e^{-H(x)}\left(\int e^{H(x)}g(x)dx+c\right)}
Så har man isoleret {\displaystyle y}. Den endelige integrationskonstant kan man nu bestemme, hvis {\displaystyle y} er kendt til et bestemt punkt {\displaystyle x_{0}}, således at {\displaystyle y(x_{0})=k}.
Panserformlen er hermed bevist.
Q.E.D.
Der findes et alternativt bevis for panserformlens korrekthed.